# Justyn Wojsznis

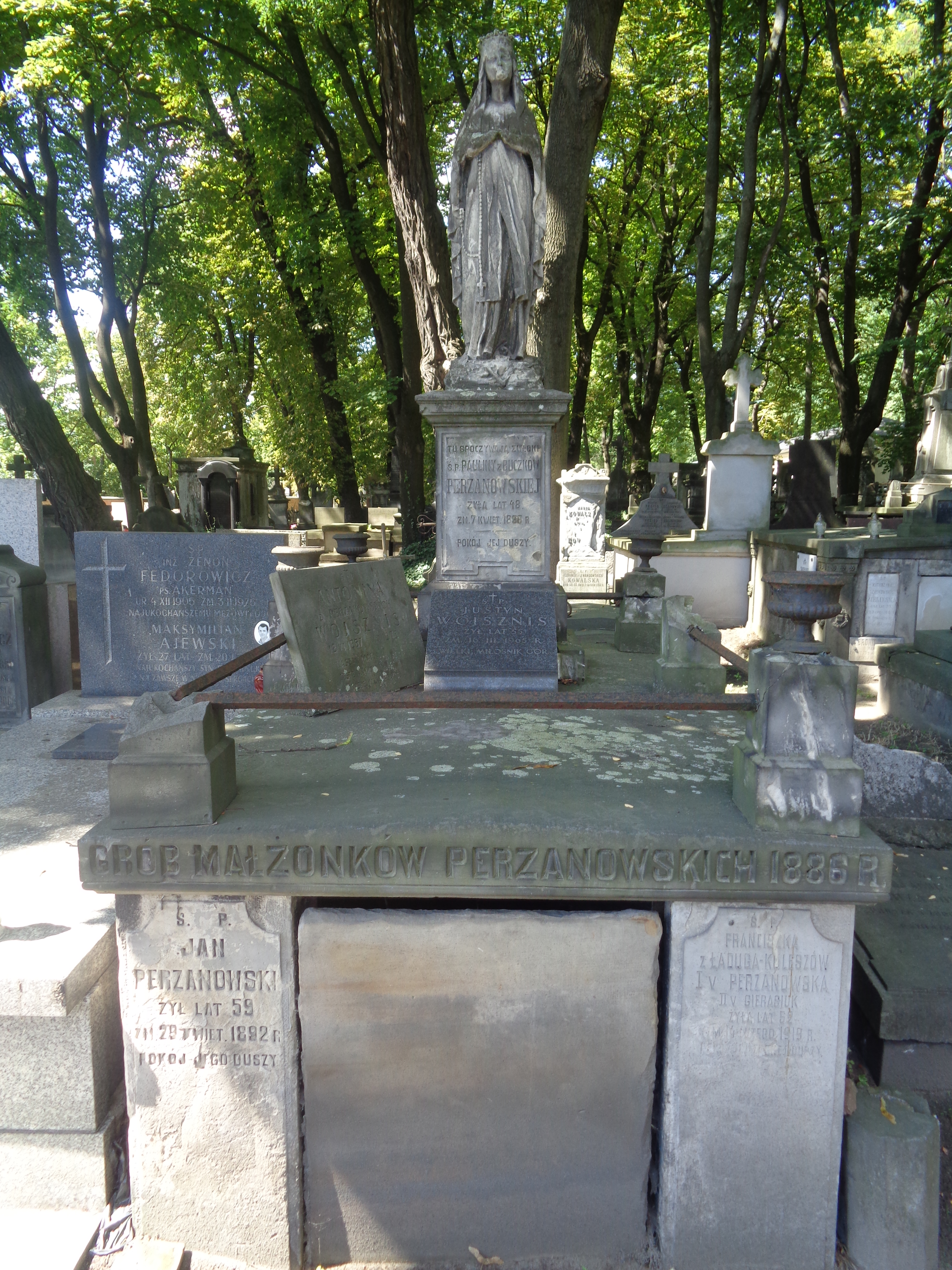
Nagrobek Justyna Wojsznisa na Cmentarzu Powązkowskim

Justyn Tymon Wojsznis (ur. 14 kwietnia 1909 w Warszawie, zm. 16 marca 1965 tamże) – polski taternik i alpinista, redaktor i publicysta. Pierwszy zdobywca najwyższego wulkanu świata i drugiego pod względem wysokości szczytu obu Ameryk Ojos del Salado.

## Życiorys
W 1927 rozpoczął studia na Wyższej Szkole Handlowej w Warszawie, a w 1933 na Uniwersytecie Warszawskim na wydziale archeologii.
W okresie II wojny światowej była działaczem KWOWPTT, a następnie Klubu Wysokogórskiego. Pełnił obowiązki prezesa działającego w podziemiu zarządu Klubu. Po wojnie był przez szereg lat był jednym z głównych działaczy Klubu Wysokogórskiego, PTT i PTTK zajmując w nich różne kierownicze stanowiska i przyczyniając się do unowocześnienia organizacji przewodnictwa turystycznego, m.in. w Tatrach. Był też po wojnie przez szereg lat czynnym działaczem zarządu gł. Ligi Ochrony Przyrody, a osobistą interwencją zaraz po wojnie uratował od wycięcia las w otoczeniu schroniska na Gąsienicowej Hali.
W latach 1945–1946 pracował w Biurze Odbudowy Stolicy, w latach 1946–50 w Lidze Morskiej, był także urzędującym członkiem prezydium Zarządu Głównego PTTK w latach 1950–55.
Przez ostatnie 10 lat życia (1955–65) był kierownikiem redakcji turystycznej wydawnictwa Sport i Turystyka.
Jest autorem książki Wśród gór Marokka (1935). Był głównym twórcą i współautorem dzieła zbiorowego Przewodnik po Polsce (1963). Opracował antologię polskich wypraw alpinistycznych i polarnych z okresu międzywojennego: Polacy na szczytach świata (1964).
Spoczął na cmentarzu na Starych Powązkach (kwatera 161, rząd 1, miejsce 26).

## Najważniejsze osiągnięcia
Dokonał wielu pierwszych przejść, z których najważniejsze to:
- zachodnia ściana Kościelca w 1928 wraz z Wiesławem Stanisławskim,
- lewy filar północno-wschodniej ściany Rumanowego Szczytu w 1929 wraz ze Stanisławskim i Bolesławem Chwaścińskim,
- północna ściana Mnicha w 1930.

Wraz z Wiktorem Ostrowskim jako pierwsi zdobyli zimą Smoczy Szczyt (1935).
Wspinaczkę uprawiał także poza Tatrami. Brał udział w polskich wyprawach w Atlas, Kaukaz i Andy, gdzie kierował Drugą Polską Wyprawą Andyjską. 26 lutego 1937 wraz z Janem Alfredem Szczepańskim dokonali pierwszego wejścia na Ojos del Salado, drugi co do wysokości szczyt obu Ameryk.